# Station Kutenholz
Station Kutenholz (Bahnhof Kutenholz) is een spoorwegstation in de Duitse plaats Kutenholz, in de deelstaat Nedersaksen. Station Kutenholz ligt op steenworpafstand vanaf het dorp. Het station ligt aan de spoorlijn Bremerhaven-Wulsdorf - Buchholz. Het station telt één perronspoor.
Op het station stoppen alleen treinen van de EVB. Het station is niet in beheer bij DB Station&Service AG, maar in beheer bij de EVB. Hierdoor is het station niet gecategoriseerd. 

## Treinverbindingen
De volgende treinserie doet station Kutenholz aan:
| Serie | Treinsoort         | Route                                                                               | Bijzonderheden |
| ----- | ------------------ | ----------------------------------------------------------------------------------- | -------------- |
| RB 33 | Regionalbahn (EVB) | Buxtehude – Kutenholz – Bremervörde – Bremerhaven Hbf – Bremerhaven-Lehe – Cuxhaven |                |